# Kerkić
Kerkić (mađ. Kerekhegy) je naseljeni zaselak u jugoistočnoj Mađarskoj.

## Upravna organizacija
Upravno pripada bajskoj mikroregiji u Bačko-kiškunskoj županiji. Pripada naselju Čatalji

## Stanovništvo
Stanovnike se naziva Kerkićanima i Kerkićankama.